# جاعونه
جاعونه (به عربی: الجاعونة) روستایی فلسطینی، واقع در ۵ کیلومتری شرق صفد بود. اهالی این روستا در چندین نبرد علیه صهیونیستها شرکت کردند و از میان ایشان فرمانده شهید عبدالله الاصبح شهرت یافت. به دنبال فاجعه ۱۹۴۸، ساکنان جاعونه به سوریه پناهنده شدند.